# Strävt kakaoskinn
Strävt kakaoskinn (Luellia cystidiata) är en svampart som beskrevs av Hauerslev 1987. Enligt Catalogue of Life ingår Strävt kakaoskinn i släktet Luellia,  och familjen Hydnodontaceae, men enligt Dyntaxa är tillhörigheten istället släktet Luellia,  och familjen Atheliaceae. Arten är reproducerande i Sverige. Inga underarter finns listade i Catalogue of Life.